# Margaret Bane
Pour les articles homonymes, voir Bane.
Margaret Bane, également appelée Clerk (1542 - 25 mars 1597), est une sage-femme écossaise et sorcière présumée, l'une des principales victimes de la Grande chasse aux sorcières en Écosse de 1597 (en). 

## Biographie

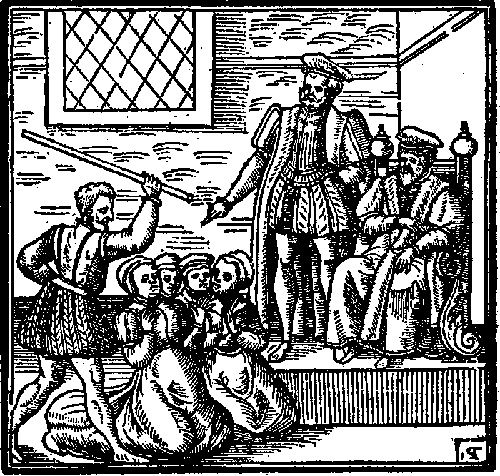
Image du livre de acques I^{er} d'AngleterreVI, Daemonologie, durantla chasse aux sorcières d'Écosse de 1597.

Margaret Bane est une sage-femme et une rebouteuse qui avait une clientèle allant de la paysannerie aux membres de la noblesse. Elle a été accusée de sorcellerie en 1567, mais a réussi à éviter un procès. Elle est accusée une deuxième fois en 1596, mais est acquittée. Au cours de la Grande chasse aux sorcières en Écosse de 1597 écossaise de 1597, huit femmes accusées de sorcellerie l'ont désignée comme leur complice. Elle est sous le coup de plusieurs chefs d'accusation, notamment d'avoir tué son ex-conjoint en lui transférant les douleurs du travail d'une femme, d'avoir été témoin de l'exécution de rituels magiques par un loch et d'avoir prédit le sexe d'un enfant avant la naissance. Le fait que sa sœur Janet Spaldarge ait été brûlée pour sorcellerie à Édimbourg a également contribué aux accusations, tout comme sa grande connaissance au sein de la profession de sage-femme. Elle a avoué que sa sœur Janet lui avait appris la magie et en avait fait une adepte du diable. Bien qu'elle soit protégée par des liens puissants, comme Lady Ross d'Auchlossan qui a soudoyé des employés pour cacher l'accusation précédente, elle est jugée coupable et exécutée au bûcher avec sa fille Helen Rogie à Aberdeen en mars 1597. 